# UTC−1:00
UTC-1 — двадцять третій часовий пояс. Має центральним меридіаном 15° зх.д. Час тут на одну годину відстає від всесвітнього та на три — від київського.
Географічні межі поясу:
- східна — 7°30' зх. д.
- західна — 22°30' зх. д.

В межах двадцять третього часового поясу розташовані північно-східна частина Ґренландії, більша частина Ісландії, захід Ірландії, захід Піренейського півострова, захід Африки, острови в Південній Атлантиці

## Часові зони у межах UTC-1
- Азорський стандартний час

## Використання

### Постійно протягом року
- Кабо-Верде

### З переходом на літній час
- Данія — част.:
  -  Гренландія — част.:
    - Іллоккортоорміут та прилеглі території
- Португалія
  - Азорські острови

### Як літній час
- Данія - част.:
  -  Гренландія - за винятком авіабази Туле та метеостанцій на сході.

## Історія використання
Додатково час UTC-1 використовувався:

### Як стандартний час
- Гамбія
- Гвінея
- Гвінея-Бісау
- Данія — част.:
  -  Гренландія — част.:
    - Данмарксгавн та прилеглі території
- Ісландія
- Іспанія, частина:
- Канарські острови
- Мавританія
- Малі
- Нігер
- Португалія, в тому числі:
  - Мадейра
- Сенегал
- Сьєрра-Леоне

### Яклітній час
- Бразилія — част.:
  - Пернамбуку
    - острів Фернанду-ді-Норонья, Сан-Педру-і-Сан-Паулу

  - Ріу-Ґранді-ду-Норті
    - Атол Рокас
- Данія — част.:
  -  Гренландія — част.:
    - Регіон Туну (зараз комуна Сермерсоок)
    - Північно-Східний Гренландський національний парк
- Кабо-Верде
- Португалія
  - Азорські острови